# Проблем две коверте
Проблем две коверте, такође познат као парадокс размене, је мозгалица, енигматика , или парадокс у логици, вероватноћи и рекреативној математици. То је од посебног значаја у теорији одлучивања, као и за Бајесова тумачења у теорији вероватноће. Историјски, то је настало као варијанта парадокса кравате. Проблем је обично уведен при формулисању хипотетичког изазова у наредном типу:
Од две различите коверте, од којих свака садржи новац, једна садржи дупло више него друга. Предмет може одабрати један коверту и задржати новац који садржи. Пошто самовољно изабере коверту, пре него што је испита, предмет добија шансу да узме другу коверту уместо тога. Шта је оптимална рационална стратегија за узимање максималне своте новца?
Нема смисла уопште у пребацивању коверте јер је ситуација симетрична. Међутим, у причу се сада уводи тзв. аргумент пребацивања који показује да је корисније. Проблем је да се покаже шта није у реду са овим аргументом.

## Увод

### Дискусија
Размотримо следећи аргумент. Претпоставимо да је износ у одабраној коверти $ 20. Ако се у једној коверти деси да буде већи износ него у другој коверти ("већи", што значи онај са већом количином новца, две коверте су идентичне по изгледу), то би значило да је износ у првој коверти двоструко већи од износа у другој коверти. Дакле, у овом случају износ у другој коверти ће бити $ 10.
Међутим, ако је изабрани коверат мањи од друге коверте, то би значило да је износ у другој коверти двоструко већи од изабраног. У овом случају износ у другој коверти ће бити $ 40.
Вероватноћа да се било који од ових сценарија догоди је половина, јер постоји шанса 50% да је изабран већи коверат и вероватноћа 50% да је изабран мањи коверат. Очекивана вредност за обрачун колико новца је у другој коверти ће бити износ у првом сценарију време вероватноће првог сценарија плус износ у другом сценарију време вероватноће другог сценарија, који је $ 10 × 1/2 + $ 40 × 1/2. Резултат овог прорачуна је да очекивана вредност, односно просек, износа новца у другој коверти је $ 25. Пошто је ово веће од износа у изабраној коверти, чини се да особе бирањем коверте којој дају предност пребаце коверте.
Замислимо било који други износ, на пример: уместо $ 20- $ 200, што нас доводи до истог закључка. То значи да чак и пре него што отворите одабрану коверту знате да ћете желети да уместо тог узмете други коверат, јер у просеку ће добити помоћу прекидача. Међутим, ово се противи здравом разуму.

### Предложена решења
Предложена су многа решења. Обично један аутор предлаже решење проблема као што је наведено, након чега други аутор показује да мењање проблема мало оживљава парадокс. Овакве дискусије су произвеле породицу блиско повезаних формулација овог проблема, што је резултирало обимној литератури на ову тему.
Ниједно предложено решење није прихваћено као дефинитивно. Упркос томе што аутори тврде да је решење проблема лако, чак и елементарно. Међутим, приликом истраге ових елементарних решења мишљења се често разликују од једног до другог аутора. Од 1987. нови радови су објављивани сваке године. 

## Проблем
Основна поставка: Ви имате две идентичне коверте, од којих свака садржи позитивну суму новца. Једна коверта садржи дупло више него друга. Можете одабрати једну коверту и задржати је, било који износ да садржи. Насумично можете изабрати једну коверту, али пре него што је отворите, даје вам се шанса да изаберете другу коверту.
 Аргумент: претпоставимо следеће:
1. Означавам са А оно што је у мојој коверти
2. Вероватноћа да је А мања количина је 1/2, а да је већа је такође 1/2
3. Друга коверта може да садржи 2А или А/2
4. Ако је у А мања количина, онда друга коверта садржи 2А
5. Ако је у А већа количина, онда друга коверта садржи А/2
6. Тако друга коверта садржи 2А са вероватноћом 1/2 и А/2 са вероватноћом 1/2.
7. Тако очекивана вредност новца у другој коверти је:

{\displaystyle {1 \over 2}(2A)+{1 \over 2}\left({A \over 2}\right)={5 \over 4}A}
1. Ово је веће од А, па се добија просек од замене
2. Након прекидања, могу да означим тај садржај са Б и разлог је потпуно исти као што је горе.
3. Ја ћу закључити да је најрационалнија ствар коју треба урадити је да се поново врати замени.
4. Да будемо рационални, ја ћу на тај начин завршити замену коверте унедоглед.
5. Рационалније изгледа да се отвори било који коверат него да се на неодређено време замени, ту имамо контрадикцију.

Загонетка: Загонетка је да се пронађе грешка у веома убедљивом образложењу. То управо укључује одређивање разлога зашто и под којим условима који корак није тачан, како би били сигурни да не правимо исту грешку у компликованијој ситуацији где погрешан корак не може бити тако очигледан. Укратко, проблем је да се реши парадокс.

## Прост пример
Уобичајени начин да се реши парадокс, и у популарној литератури и делу академске литературе, а посебно у филозофији, је да се претпоставимо да је "А" у кораку 7 намењен да буде очекивана вредност у коверту А и да смо намеравали да напишете формуле за очекивану вредност у коверти В.
Корак 7 наводи да је очекивана вредност В = 1/2 (2А + А/2)
Истакнуто је да је "А" у првом делу формуле очекивана вредност, с обзиром да коверта А садржи мање од коверте В, али је "А", у другом делу формуле очекивана вредност у, с обзиром да коверта А садржи више од коверте В. мана у аргументу је да се исти симбол користи у два различита значења у оба дела истог обрачуна, али се претпоставља да има исту вредност у оба случаја.
Исправан обрачун би био:
Очекивана вредност В = 1/2 (очекивана вредност у А (дато А је веће од В) + Очекивана вредност у А (дато А је мање од В) 
Ако се узме да је износ у једној коверти x онда је износ у другој коверти 2x очекивани прорачун вредности постаје:
Очекивана вредност за В = 1/2 (x + 2x)                 
који је једнак очекиваној суми А. 
which is equal to the expected sum in A.
У не-техничком језику, шта пође по злу када је замишљени сценарио да коверта А садржи мање од коверте В, једни верују да вредности треба да буду прегледане у односу на оно што су претходни, без те додатне информације. Ипак, у обрачуну који води до парадоксалног резултата по ком коверта В садржи у просеку више него у коверта А, аутор се понаша као да су му уверења о томе шта је у коверти А потпуно иста када је већи износ у питању, као када то је мања количина, када му је таква информација је дата. Наравно, стварни износ у коверти је фиксан и не мења се ако се открива који коверат има више. Поента је да овај износ, шта год да је, није познат за њега. То је његово уверења о износу који не може бити исти ако је дао додатне информације о томе који коверат има више.
Линија 7 требало би да буде разрађена пажљиво на следећи начин:
{\displaystyle {\begin{aligned}\operatorname {E} (B)&=\operatorname {E} (B\mid A<B)P(A<B)+\operatorname {E} (B\mid A>B)P(A>B)\\&=\operatorname {E} (2A\mid A<B){\frac {1}{2}}+\operatorname {E} \left({\frac {1}{2}}A\mid A>B\right){\frac {1}{2}}\\&=\operatorname {E} (A\mid A<B)+{\frac {1}{4}}\operatorname {E} (A\mid A>B)\end{aligned}}}
А ће бити веће када је А веће од В, него када је мања од В. Зато су њене просечне вредности (очекиване вредности) у та два случаја различите. Просечна вредност А није иста самој себи, у сваком случају. Две грешке се праве: аутор је заборавио да је узимао очекиванее вредности, и да је узимао очекиване вредности у два различита случаја.
Било би лакше да израчуна Е (В) директно. Означавајући нижи од два износа од x, и узимајући га да се поправи (чак и ако непознат) смо сазнали да
{\displaystyle \operatorname {E} (B)={\frac {1}{2}}2x+{\frac {1}{2}}x={\frac {3}{2}}x}
Сазнајемо да је 1.5x очекивана вредност у износу у коверти В. Истим рачуном такође је очекивана вредност у износу и у коверти А. Они су исти стога нема разлога да се даје предност једној коверти у односу на другу. Овај закључак је очигледан; Поента је да смо идентификовали лажни корак у аргументу за пребацивање објашњавајући тачно где је прорачун који је нестао.
Такође можемо наставити да је исправна, али је тешко протумачити резултат развоја у складу са ставком 7:
{\displaystyle \operatorname {E} (B)=\operatorname {E} (A\mid A<B)+{\frac {1}{4}}\operatorname {E} (A\mid A>B)=x+{\frac {1}{4}}2x={\frac {3}{2}}x}
тако има разних праваца за израчунавање и сви дају исти одговор.
Tsikogiannopoulos (2012) је представио другачији начин да се ово израчуна. Наравно, то је по дефиницији додељивање једнаких шанси за то да друга коверта садржи двоструку или половину од износа у коверти А. Тако је "пребацивање аргумента" тачно до корака 6. Имајући у виду да коверта играча садржи количину А он разликује актуелну ситуацију у две различите игре: Прва утакмица ће се играти са износима (А, 2А) а друга утакмица са износима (А / 2, А). Само један од њих је заправо играо, али не знамо који. Ове две утакмице треба да буду третиране другачије. Ако играч жели да израчуна његов/ њен очекивани повратак (добитак или губитак) у случају размене, он / она треба да тежи повратку изведен из сваке утакмице просечног износа у две коверте у тој игри. У првом случају  профит би био са просечном износу од 3А/2, док у другом случају губитак би био А/2 са просечном износу од 3А/4. Дакле, формула очекиваног повратка у случају размене, види као проценат од укупног износа у две коверте, је:
{\displaystyle E={\frac {1}{2}}\cdot {\frac {+A}{3A/2}}+{\frac {1}{2}}\cdot {\frac {-A/2}{3A/4}}=0}
Овај резултат значи да играч опет не мора да очекује добитак или губитак разменом његове / њене коверте.

### Налбафова асиметрична варијанта
Како су истицали многи аутори, механизам којим се одређују износи две коверте је од кључног значаја за одлуку играча да пребацујете или не његову / њену коверту. Претпоставимо да су износи у две коверте А и В не одређује прво фиксирање садржаја две коверте Е1 и Е2, а затим их именовања и В случајно (на пример, жреб фер новчића; Никерсон и Фалк, 2006). Уместо тога, почињемо одмах на почетку тако што неки износ у коверти А, а затим попуните Б на начин који зависи како на срећу (у бацањем новчића) и на оно што смо ставили у А. Претпоставимо да пре свега износа а у Коверти А је фиксна на овај или онај начин, а затим износ у коверти В је фиксна, зависи од тога шта је већ у А, према исходу фер новчића. Ако је на новчићу окренута глава  онда 2а се ставља у коверту В, ако је на новчићу окренуто писмо онда а/2 се ставља у коверту В. Ако је играч био свестан овог механизма, и зна да они имају коверту А, али не знаа исход жреба, и не зна, онда пребацивање аргумената је исправно и он / она препоручује да се пребаце коверте. Ова верзију проблема је увео Налбаф (1988) и често се назива Али-Баба проблем. Обратите пажњу да нема потребе гледати у коверту А како би се одлучило да ли пребацити или не.
Много више варијанти проблема су увели. Никерсон и Фалк (2006) систематски гледано укупно 8.

## Бајесове одлуке
Једноставна одлука изнад претпоставља да је особа која је измислио аргумент за пребацивање је покушавао да израчуна очекивање вредност износа у коверти А, мислим на два износа у коверти као фиксне (х и 2х). Једина неизвесност је што коверта има мањи износ х. Међутим, многи математичари и статистичари тумаче аргументе као покушај да се израчуна очекивани износ је у коверти В, с обзиром на стварну или хипотетички количину "А" у коверти А. (Математичари шта више воле да користе симбол а за могућу вредност, задржавајући симбол А за случајне променљиве). Не треба да погледамо у коверти да видимо колико је тамо, да би то израчунали. Ако је резултат обрачуна савет да се пребаце коверте, онда би се да треба свакако пребацити, без гледања. У том случају, на кораке 6, 7 и 8 образложења "А" је свака фиксна могућа вредност износа новца у првој коверти.
Ово тумачење проблема две коверте појављује се у првим публикацијама у којима је уведен парадокс у свом садашњем облику,  Гарднер (1989) и Налбаф (1989). То је уобичајено у математичкој литератури  о проблему. То важи и за модификацију проблема (који су изгледа почели са Налбафом) у којем  власник коверте А заправо не гледа у своју коверту пре него што одлучи да ли да је замени или не; мада Налбаф тврди да нема потребе да власник коверте гледа у своју коверту. Ако је замишља да гледа у њу, и ако за било који износ који је могао да замисли да има тамо, он има аргумент за промену, онда ће одлучити у сваком случају да промени. На крају, ово тумачење је такође било језгро ранијим верзијама проблема две коверте (Литлвудове, Шредингерове); види закључни одељак, о историји ТЕП.
Ова врста тумачења се често назива "Бајесова", јер писац претпоставља такође укључивање и пре расподеле вероватноће могућих количина новца у две коверте у аргументу размене.

### Једноставна форма Бајесове одлуке
Једноставна одлука зависи од одређеног тумачења онога што је писац аргумента покушавао да израчуна: наиме, претпоставља да је после (безусловне) очекиване вредности онога што је у коверти В. У математичкој литератури о две коверте, проблем другачијег тумачења је чешћи, укључујући условну очекивану вредност (условно о томе шта би могло бити у коверти А). Да би се решио овај проблем и тумачења или верзије проблема, већина аутора користи Бајесово тумачење вероватноће, што значи да вероватноћа резоновања не само примењује на истински случајне догађаје попут случајног избора коверте, али и нашим сазнањима (или недостатак знања) о стварима које су фиксне, али непознатих, као и два износа првобитно постављене у две коверте, пре него што се изабран насумице и назвао "коверта А". Штавише, према дугој традицији да се вратимо барем до Лапласа и његовог принципа да довољан разлог би требало дати за додељивање једнаким шансама када неко нема сазнања у вези свих могућих вредности неке количине. Тако чињеница да нисмо рекли ништа о томе како су коверте попуњаване се већ може конвертовати у вероватноће изјаве о овим износима. Нема информација значи да су вероватноће једнаке.
У корака 6 и 7. замене аргумента, писац замишља да коверта А садржи одређену количину времена, а затим изгледа да верују да, с обзиром да информације, други коверат ће бити једнаке вероватноће да садржи две или пола тог износа. Та претпоставка може бити само тачна, ако пре знамо шта је у коверти А, писац би разматрао следећа два пара вредности за обе коверте подједнако вероватне: износима А/2 и; и износи а и 2а. (Ово следи из Бајесовог правила које у супротности формира: последње шансе једнаке су шансама претходног пута фактора вероватноће). Али сада можемо применити исто образложење, замишљајући не осим а/2 у коверти А. и слично, за 2а. Слично томе, у више наврата преполовити или више пута удвостручује онолико пута колико желите. (Фалк и Конолд, 1992).
Претпоставимо да зарад аргумената, почињемо замишљајући о износу 32 у коверти А. У образложењу у корацима 6 и 7, тачна је вредност која се налази у коверти А. Ми очигледно верујемо унапред да су сви након десет износа једнако вероватно мањи од два износа у двема ковертама: 1, 2, 4, 8, 16, 32, 64, 128, 256, 512 (једнако вероватни степени броја 2: Фалк и Конолд, 1992). Али још више или мање количине, је "једнако вероватно" претпоставка почиње да буде мало неразумна. Претпоставимо да станемо, само са ових десет једнако вероватних могућности за мањим износом у две коверте. У том случају, образложење у корацима 6 и 7 је у потпуности у праву ако се деси да коверта садржи било који од износа 2, 4, ... 512: пребацивање коверте би дало очекивани (просек) добитак од 25%. Ако се коверти десило садржи износ 1, онда је очекивани добитак у ствари 100%. Али, ако се то десило да садржи износ 1024, масиван губитак од 50% би настао (од прилично велике количине). То се дешава само једном у двадесет пута, али то је управо довољно да избалансира очекиване резултате у другој 19 од 20 пута.
Алтернативно одемо ad infinitum, али сада радимо са веома смешном претпоставком, што подразумева, на пример, да бескрајно веће шансе за износ у коверти А ће бити мање од 1, и бескрајно веће шансе ће бити веће од 1024, неће бити између те две вредности. Ово је тзв. неправилно пре рецензије вероватноће рачун поквари; очекиване вредности нису ни дефинисане; види Фалк и Конолд и (1982).
Многи аутори су такође истицали да ако је максимална сума која се може ставити у коверту са мањом количином која постоји, онда је врло лако видети да тај корак 6 заустављен, јер ако играч има више од максималног износа који може бити ставити у "мању" коверту, мора држати коверат који има већи износ, па ће стога сигурно изгубити замену. Ово не може често да се јавља, али када се то деси, играч сноси тежак губитак значи да, у просеку, не постоји предност у пребацивању. Неки писци сматрају да ово решава све случајеве у пракси проблема.

### Увод у даљи развој у вези са Бајесовом теоријом вероватноће
Прве две резолуције о којима је већ дискутовано (у "једноставна резолуција" и "Бајесова резолуција") одговарају на два могућа тумачења о томе шта се дешава у кораку 6 аргумента. Обојица претпостављају да је корак 6 заиста "лош корак". Али опис у кораку 6 је двосмислен. Да ли је аутор након безусловне (укупне) очекиване вредности онога што је у коверти В (можда - условно на мањем износу х), или је он након условног очекивања о томе шта је у коверти В, с обзиром на сваки могући износ А који би био у коверти А? Дакле, постоје два главна тумачења намера композитора на парадоксалне аргументе за прелазак, и две главне резолуције.
Велика литература се развила у вези варијанте проблема. Стандардна претпоставка о начину коверте су постављене тако да је сума новца у једној коверти, а два пута већа сума је у другој коверти. Једна од две коверте се насумично даје играчу (коверат А). Првобитно је предложено било проблем јер није било јасно како се одређује у којој коверти је мања вредност, која вредност би се могла узети и, посебно, да ли постоји минимални или максимални износ. Међутим, ако се користи Бајесово тумачење вероватноће, онда почети изражавање нашег претходног уверења у вези са мањим износом у две коверте кроз дистрибуцију вероватноће. Недостатак знања такође могу бити изражени у смислу вероватноће.
Прва варијанта у Бајесовим верзијама је да изађе са правилном претходном расподелом вероватноће мањег износа новца у две коверте, тако да када корак 6 се изводи правилно, савет је да се увек преферира коверта В, шта год било у коверти А. Дакле, иако је специфичан обрачун који се врши у кораку 6 нетачно (не постоји одговарајућа претходна дистрибуција таква да, с обзиром на оно што је у првој коверти А, друга коверта је увек једнако вероватно била већа или мања) исправан обрачун, зависно од тога шта пре се користи, не доводи до резултата {\displaystyle E(B|A=a)>a} ѕа све могуће вредности а.
У овим случајевима може се показати да је очекивани износ у обе коверте бесконачан. Не постоји добитак, у просеку, у премештању.

### Друга математичка варијанта
Иако Бајесова теорема може решити први математичко тумачење парадокса изнад, испоставља се да се примери могу наћи у одговарајућим расподелама вероватноће, тако да је очекивана вредност износа у другој коверти с обзиром да у првом не прелази износ у први, шта год то може бити. Први такав пример је већ дао Налбаф (1989). Погледајте такође Кристенсен и Јутитис (1992). 
Означимо поново износ новца у првој коверти А и у другој са В. Изаберимо једну од њих насумично. Нека је Х мања од два износа и Y= 2Х буде што већи. Обавештење да када смо фиксне расподелу вероватноће за Х затим заједнички расподеле вероватноће од А, В је фиксна, од А, В = Х, Y или Y, X сваки са вероватноћом 1/2, независно од Х, Y.
Лош корак 6 у "увек замени" аргументу нас је довела до E(B|A=a)>a за свако а, самим тим се мења, без обзира да ли ми знамо. Сада испада да неко може врло лако измислити одговарајуће расподеле вероватноће за Х, за мањи од два износа новца, тако да овај лош закључак је још увек истина. Један пример је анализиран детаљније, у једном тренутку.
Као што је поменуто раније, то не може бити тачно за било које а, с обзиром А=а, В ће вероватно бити једнако а/2 или 2а, али може бити тачно да шта год да је дато, с обзиром на А=а, В је већ у очекиваној вредности од а.
Претпоставимо на пример да коверта са мањом сумом садржи 2n  долара са вероватноћом 2n/3n+1 где је n = 0, 1, 2,… Ове вероватноће сумирамо до 1, па их расподелимо (за субјективисте) и потпуно пристојном закону вероватноћа фреквентисте.
Замислите шта би могло бити у првој коверти. Разумна стратегија би свакако било да мењате када је први коверат садржи 1, док је други, онда мора да садржи 2. Претпоставимо, с друге стране да прва коверта садржи 2. У том случају постоје две могућности: коверта пред нама је  {1, 2} или {2, 4}. Сви остали парови су немогући. Условна вероватноћа да се ради са {1, 2} паром, с обзиром да први коверат садржи 2 је
{\displaystyle {\begin{aligned}P(\{1,2\}\mid 2)&={\frac {P(\{1,2\})/2}{P(\{1,2\})/2+P(\{2,4\})/2}}\\&={\frac {P(\{1,2\})}{P(\{1,2\})+P(\{2,4\})}}\\&={\frac {1/3}{1/3+2/9}}=3/5,\end{aligned}}}
а самим тим и вероватноћа да је то {2, 4} пар је 2/5, јер су то једине две могућности. У овом извођења {\displaystyle P(\{1,2\})/2} је вероватноћа да је коверта пар је пар 1 и 2, а коверта се дешава да садржи 2; {\displaystyle P(\{2,4\})/2}  је вероватноћа да је коверта пар 2 и 4, и поново се деси да коверта садржи 2. То су само два начина да коверта А може да садржи износ 2.
Испоставило се да се ове пропорције држе у целини, осим ако прва коверта садржи 1. Оне се означавају од стране количине коју замислимо да можемо да нађемо у коверти А, ако смо отворили ту коверту, и претпостављамо да је a = 2n за неко n ≥ 1. У том случају друга коверта садржи а/2 са вероватноћом 3/5 и 2а са вероватноћом 2/5.
Дакле, или је прва коверта садржи 1, у том случају условно очекивани износ у другој коверти је 2 или први коверат садржи а> 1, а иако друга коверта има већу вероватноћу да буде мања него већа, њено условно очекивање износа је веће: условно очекивани износ у коверти В је
{\displaystyle {\frac {3}{5}}{\frac {a}{2}}+{\frac {2}{5}}2a={\frac {11}{10}}a}
што је више него а. То значи да ће играч који гледа у коверту А одлучити да промени шта год тамо видео. Стога нема потребе гледати у коверту А да би донео ту одлуку.
Овај закључак је подједнако јасно погрешан као што је био у претходним тумачењима проблема две коверте. Али, сада недостаци наведени у претходном тексту не важе; а у очекиваном обрачуну вредности је је константна и условне вероватноће у формули су добијене од одређене и правилно претходне дистрибуције.

### Предложене одлуке кроз математичку економију
Већина писаца сматра да нови парадокс треба да буде искључен, иако резолуција захтева концепте из математичке економије. Претпоставимо да{\displaystyle E(B|A=a)>a} за свако а. Може се показати да је то могуће за неке дистрибуције вероватноће из Х (у мањем износу новца у две коверте) само ако је{\displaystyle E(X)=\infty }. То јест, ако је средња вредност свих могућих вредности новца у коверти  бесконачна. Да бисмо видели зашто, упоредитити серију која је горе описана у којој је вероватноћа да сваки Х има 2/3 веће шансе као и претходно Х. Вероватноћа сваког Х је само 1/3 већа од шанси претходног Х. Када вероватноћа од сваког следећег термина је већи од једне половине вероватноће пре њега (и свако Х је два пута већа од Х до њега) средња је бесконачна, али када је фактор вероватноће мањи од половине, средња конвергира. У случајевима где је фактор вероватноће мањи од половине, {\displaystyle E(B|A=a)<a} за свако а изузев првог, најмањем а, а укупна очекивана вредност преласка конвергира на 0. Поред тога, уколико стална дистрибуција са фактором вероватноће већој од једне половине врши коначне стране, након било ког броја термина, успостављања завршног израз са "све преостале вероватноће", то јест, 1 минус вероватноћа свих претходних термина, очекивана вредност пребацивања у вези са вероватноћом да је А једнако последњем највећем који ће тачно негирати збир позитивне очекиване вредности које су се појавиле пре, и поново укупна очекивана вредност замена пада на 0 (ово је општи случај утврђује се једнаком вероватноћом коначног скупа вредности у ковертама које су горе описане). Дакле, једине дистрибуције за које се чини да указују на позитивну очекивану вредност за пребацивање су оне у којима {\displaystyle E(X)=\infty }. У просеку више од тога{\displaystyle E(B)=E(A)=\infty } (јер А и В имају идентичне дистрибуције вероватноће, симетријом, и оба А и В су већа или једнака Х).
Ако не гледамо у прву коверту, онда је јасно да нема разлога да се мења, јер бисмо се разменом једне непознате суме новца (А), за чију вредност се очекивало да је бесконачна, још непознатом количином новца (В), са истом расподелом вероватноће и бесконачне очекивана вредности. Међутим, ако не гледамо у прву коверту, затим за све вредности посматрамо ({\displaystyle A=a}) желећемо да заменимо јер је {\displaystyle E(B|A=a)>a} за свако а.  Као што је забележено од стране Дејвида Чалмерса (2002), овај проблем се може описати као неуспех доминације размишљања. 
У образложењу доминације, чињеница да смо строго радије А до В за све могуће вредности посматраних а треба да указују на то да се стриктно радије А до тачке В; Међутим, као што је већ показано,  то није истина, јер је {\displaystyle E(B)=E(A)=\infty } спашава доминације образложења допуштајући{\displaystyle E(B)=E(A)=\infty },  један би морао да замени очекивану вредност као критеријум за доношење, чиме запошљава софистициранији аргумент из математичке економије. 
На пример, можемо претпоставити да доносилац одлуке је очекивана корисност макимизера са почетним богатством W чија функција корисности, {\displaystyle E(u(W+B)|A=a)<u(W+a)} за неке вредности а (држећи се {\displaystyle A=a}  стриктно је  преферирана замена В за а) То свакако није тачно за било коју функцију, то ће бити тачно ако  {\displaystyle u(w)} има горњу границу, {\displaystyle \beta <\infty }, као w повећана ка бесконачности (заједничка претпоставка у математичкој економији и теорији одлучивања). Мајкл Р. Пауерс (2015) пружа неопходне и довољне услове за значајну функцију да реши парадокс, и напомиње да {\displaystyle u(w)<\beta }  {\displaystyle E(u(W+A))=E(u(W+B))<\infty } није обавезно.
Неки писци би радије да тврде да стварное ситуације, {\displaystyle u(W+A)} и {\displaystyle u(W+B)} су само ограничене јер се количина новца у коверти граничи са укупном количином новца у свету (M), што значи  {\displaystyle u(W+A)\leq u(W+M)} и {\displaystyle u(W+B)\leq u(W+M)}. Из ове перспективе, други парадокс је решен, јер се претпоставка дистрибуције вероватноће за X (са{\displaystyle E(X)=\infty }) не може појавити у стварној ситуацији. Слични аргументи се често користе за решавање Санктпетербуршког парадокса.

### Полемика међу филозофима
Као што је већ поменуто, свако дистрибуирање ове варијанте парадокса мора да има бесконачно значење. Дакле, пре него што играч отвара коверту очекивани добитак од пребацивања је "∞ - ∞", и није дефинисан. По речима Дејвида Чалмерса (2002), ово је "само још један пример познатог феномена, чудно понашање бесконачности" Чалмерс указује на то да теорија одлука углавном се разбија када се суоче са играма које имају различита очекивања, и то пореди са ситуацијом класичног Санктпетерсбуршког парадокса.
Међутим, Кларк и Шакл тврде да је за све то криво  "чудно понашање бесконачности" које не решава парадокс уопште; ни у обичном случају нити у просечном случају. Они пружају једноставан пример пар случајних променљивих и имају бескрајну значење, али где је очигледно разумно воле један до другог, и условно и у просеку. Они тврде да теорија одлука треба да се прошири тако да омогући бесконачно очекивање вредности у неким ситуацијама.

## Смулијанова немогућа варијанта
Логичар Рејмонд Смулијан поставља питање да ли парадокс има икакве везе са вероватноћама. Он је то учинио износећи проблем на начин који не укључује вероватноће. Следећи јасно логичке аргументе дошао је до конфликтних закључака:
1. Нека се износи у коверти по избору играча буде А, играч може добити А или изгубити А/2. Тако је потенцијални добитак строго већи од потенцијалног губитка.
2. Нека износи у ковертама се Х и 2Х. Сада заменом, играч може добити Х или изгубити Х. Тако је потенцијални добитак једнак потенцијалном губитку.

### Предложене резолуције
Један број решења је изнет. Пажљиво су учињене анализе од стране неких логичара. Иако се решења разликују, сви они се могу одредити семантичким питањима која се тичу противчињеничних образложења. Желимо да се упореди износ који бисмо стекли преласком ако бисмо пребацили, са износом који ћемо изгубити преласком ако се заиста губи преласком. Међутим, не можемо и добити и изгубити преласком у исто време. Од нас се тражи да се упореде две неспојиве ситуације. Само једна од њих фактички може доћи у обзир, друга ситуација је противчињенични-некако имагинарна. Да бисмо их упоредили уопште, морамо некако да изједначимо две ситуације, пружајући неке одређене заједничке тачке.
Џејмс Чејс (2002) тврди да је други аргумент тачан, јер не одговара начину усклађивања две ситуације (једна у којој смо добили, а друга у којој смо изгубили), што пожељно указује описом проблема. Такође Бернард Кац и Дорис Олин (2007) се слажу са овим. У другом аргументу, посматрамо на износе новца у обе коверте као да су фиксни; Зато што произвољним избором, противчињеничног света у којем играч, узима другу коверту са оним што му је заправо дато, то је веома значајно за противчињенични свет а самим тим и поређење између добитака и губитака у два света има смисла. Ово поређење је јединствено наведено у опису проблема, у којој су две количине новца прво стављене у две коверте, а тек након што је један одабран произвољно и дат играчу. У првом аргументу, међутим, сматрамо да је први износ новца у коверти дат играчу као фиксни и разматра се ситуација шта садржи друга коверта, половину или дупли износ. То би само могли бити разумно противчињеничном свету ако би у стварности коверта била испуњена на следећи начин: прво, неки износ новца се налази у специфичној коверти која се даје играчу; и друго, процесом арбитраже, друга коверта је испуњена (самовољно или случајно) или са дуплим или половином тог износа новца.
Бајонг-Ук Ји (2009), с друге стране, тврди да у односу на износ који бисмо добили, ако би се добио преласком са суме коју бисмо изгубили ако бисмо изгубили због пребацивања бесмислено је вежбати из почетка. Према његовој анализи, све три импликације (промена, равнодушност, без промене) су погрешне. Он анализира Смулијанове аргументе у детаље, показује да су прелазни кораци који су предузети, и указује управо тамо где је погрешан закључак у складу са његовим формализацијама противчињеничних закључивања. Битна разлика са Чејсовом анализом  је да он не узима у обзир део приче да је потпуно насумице одлучено да се коверта зове коверта А. Тако Чејс враћа вероватноћу назад у опису проблема како би се закључило да су аргументи 1 и 3 нетачни, Аргумент 2 је исправан, а Ји држи "две коверте проблема без вероватноће" потпуно слободне вероватноће, и долази до закључка да нема разлога да се преферира било каква акција. То одговара Алберсовом мишљењу, без постојања вероватноће, не постоји начин да се тврди да је једна акција боља од друге.
У 2012. години у раду на тему Блис тврди да је извор парадокса да када неко грешком верује у могућност већег новца који, у ствари, не постоји. Ако, на пример, коверта садржи $ 5.00 и $ 10.00, играч који је отворио $ 10.00 коверту би могао очекивати могућу исплату од $ 20.00 која једноставно не постоји. Да ли играч уместо да отворити $ 5.00 коверат, он верује у могућност од $ 2.50 исплате, што представља мање одступање од праве вредности; ово је резултат у парадоксу неслагања. 
Алберс, Кои, и Шафма (2005) сматрају да без додавања вероватноће (или друге) састојке за проблем, Смулијанови аргументи не дају никакав разлог за мењање или не мењање, у сваком случају. Стога, не постоји парадокс. Ово одбацујући став је врло чест међу писцима из вероватноће и економије: Смулијанов парадокс настаје управо зато што не узима у обзир вероватноће или корисности.

## Додаци проблему
Пошто је проблем две коверте постао популаран, многи аутори су проучавали проблем у дубину ситуације у којој играч има претходно расподељене вероватноће од вредности у две коверте, а не гледајући у коверту А. Једна од најновијих таквих публикација је по Макдонелу и Дагласу (2009), који је такође разматрају још неке генерализације.
Ако претходно знамо да је износ у мањој коверти цео број од неких новчаних јединица, онда је проблем одређен, као колико теорија вероватноће је у питању, је вероватноћа масе  {\displaystyle p(x)}  описује наше претходне ставове да су мањи износи било који број х = 1,2, ...; сума преко свих вредности х је једнака 1. Из тога следи да с обзиром на количину А у коверти А, износ у коверти В је свакако 2а ако је непаран број. Међутим, ако је тада износ у коверти В 2а са вероватноћом {\displaystyle p(a)/(p(a/2)+p(a))}, и а/2 са вероватноћом {\displaystyle p(a/2)/(p(a/2)+p(a))}. Ако желите да пребаците коверте уколико је очекивана вредност онога што је у другој већа него што имамо у нашој, онда једноставна рачуница показује да би требало пребацити ако {\displaystyle p(a/2)<2p(a)}, задржати коверту А ако {\displaystyle p(a/2)>2p(a)}.
Ако с друге стране мањи износ новца може да варира у континуитету, а ми представљамо наша претходна уверења о томе са густином вероватноће {\displaystyle f(x)}, Тако је функција која интегрише у једну када смо се интегралили преко х од нуле до бесконачности, а затим с обзиром на количину А у коверти А, друга коверта садржи 2а са вероватноћом {\displaystyle 2f(a)/(f(a/2)+2f(a))}, и a/2 са вероватноћом{\displaystyle f(a/2)/(f(a/2)+2f(a))}. Ако опет одлучимо да заменимо или не, према очекивању вредности онога што је у другој коверти, као критеријум за пребацивање сада постаје {\displaystyle f(a/2)<4f(a)}.
Разлика између резултата за дискретне и континуале променљиве може изненадити многе читаоце. Говорећи интуитивно, то је објашњено како следи. Нека је h мала количина и замислите да износ новца који видимо када гледамо у коверту А се заокружује на такав начин да разлике мање од h нису приметне, иако заправо стално варира. Вероватноћа да се мањи износ новца је у интервалу око дужине х, и коверте А која садржи мањи износ око {\displaystyle f(a)\cdot h\cdot (1/2)}. Вероватноћа да је већа количина новца у интервалу око једне дужине х одговара мањем износу који се налази у интервалу од дужине х/2 око а/2. Отуда вероватноћа да већа количина новца  у малом интервалу око дужине х и коверте А садржи већи износ око {\displaystyle f(a/2)\cdot (h/2)\cdot (1/2)}. Према томе, с обзиром да коверта садржи количину приближно једнаку, вероватноћа да је то мања од два је приближно{\displaystyle f(a)\cdot h\cdot (1/2)/(f(a)\cdot h\cdot (1/2)+f(a/2)\cdot (h/2)\cdot (1/2))=2f(a)/(2f(a)+f(a/2))}.
Ако играч жели само да завршити са већом количином новца, а није му стало до очекиваних износа, а затим у дискретном случају он треба пребацити ако је непаран број, или ако је а паран и {\displaystyle p(a/2)<p(a)}. У континуираном случају би требало променити ако  {\displaystyle f(a/2)<2f(a)}.
Неки аутори више воле да мисле о вероватноћи у фреквентист смислу. Ако играч зна расподелу вероватноће коришћену од стране организатора да утврди мању од две вредности, онда се анализа наставља као у случају када р или f представља субјективно претходно веровање. Међутим, шта ако узмемо фрекуентист тачку гледишта, али играч не зна која расподела се користи од стране организатора да  поправи износе новца у једном примеру? Размишљање о аранжеру игре и играчу, као две стране у две игре, ставља проблем у распон теорије игара. Стратегија аранжер се састоји од избора вероватноће расподеле х, мање од два износа. Дозволити играчу, такође користити случајност у доношењу своје одлуке, његова стратегија одређује његов избор вероватноће преласка х (а) за сваку могућу количину новца он може да види у коверти А. У овом одељку смо до сада дискутовали само о фиксним стратегијама, то је стратегија за коју К узима само вредности 0 и 1, и видели смо да је играч у реду са фиксном стратегијом, ако зна стратегију организатора. У следећем делу ћемо видети да рандомизиране стратегије могу бити корисне када стратегија организатора није позната.

## Насумична решења
Претпоставимо као у претходном делу који играч је дозволио да гледају у прву коверту пре него што одлуче да ли да промене или да остану. Ми ћемо мислити о садржају две коверте као два позитивна броја, а не нужно две своте новца. Играч је било дозвољено да задржи број у коверти А, или да промени и да узме број у коверти В. Ми ћемо претпоставити да је један број тачно два пута већи од другог, само ћемо претпоставити да су другачији и позитивни . С друге стране, уместо да покушава да повећа очекиване вредности, само ћемо покушати да повећамо шансу да смо завршили са већим бројем.
У овом одељку поставимо питање, да ли је могуће да играч прави такав избор на начин да он иде кући са већим бројем и вероватноћом већом од половине, иако је организатор испунио обе коверте?
Нама се не дају никакве информације о два броја у две коверте, осим да су другачији, и строго већи од нуле. Бројеви су записани на цедуљама од стране организатора, стављени у две коверте. Коверте су затим измешане, играч бира једну, назива је коверта А и отвара је.
Није нам речена никаква заједничка расподела вероватноће два броја. Ми не тражимо субјективистичка решења. Морамо мислити на два броја у коверти као што је изабрано од стране аранжер игре према неком случајном поступку, потпуно непознато за нас, и фиксирано. Мислите о свакој коверти како једноставно садржи позитиван број, тако да два броја нису иста. Посао играча је да заврши са ковертом са већим бројем. Ова варијанта проблема, као и његово решење, се приписује Макдонелу и Еботу, као и ранијим ауторима, до информација теоретичара Томаса М. Кавера.
Интуитивним бројањем, постоји начин да играч може да одлучи да ли да промени или да остави, тако да он има веће шансе од 1/2 да заврши са већим бројем, међутим, два броја су изабрана од стране аранжера игре. Међутим, то је могуће само са тзв. рандомизовањем алгоритма: играч мора бити у стању да створи своје случајне бројеве. Претпоставимо да је у стању да произведе случајан број, назовимо га Z., тако да је вероватноћа да је Z веће од било које количине Z је ехр (-Z). Имајте на уму да ехр (-Z) почиње као једнако 1 на Z = 0 и смањује се ка нули и континуирано расте као Z, са тенденцијом ка нули како Z тежи до бесконачности. Дакле, шанса је 0  да је Z управо једнако сваком конкретном броју, а ту је и позитивна вероватноћа да Z лежи између било која два поједина различита броја. Играч пореди свој Z са бројем у коверти А. Ако је Z мање држи коверат. Ако је Z веће пређе на другу коверту.
Размислите о два броја у коверти као да су фиксни (иако су, наравно, непознати играчу). Размислите о Z који је играч случајно изабрао као проби са којом он може да одлучи да ли је број у коверти А мали или велики. Ако је мали у поређењу са Z промениће, ако је већи од Z, остаје.
Ако су оба броја мања од Z које има играч, његова стратегија му неће помоћи. Он завршава са ковертом В, што је једнако вероватно да ће бити веће или мање од та два. Ако су оба броја већи од Z његова стратегија му такође неће помоћи, он завршава са првом ковертом А, што је опет једнако вероватно да ће бити већа или мања од те две. Међутим ако се деси да буде између два броја, онда његова стратегија га наводи да задржи коверту А ако је њен садржај већи од оног у В, али да се пребаци на коверту В ако је А има мањег садржаја од В. Све у свему, то значи да он може да заврши са ковертом са већим бројем са вероватноћом строго већом од 1/2. Да будемо прецизни, вероватноћа да заврши са "победничком ковертом" је 1/2 + P(Z пада између два броја)/2.
У пракси  број Z смо описали као да може бити одређе неопходним степеном тачности као што следи. Бацити правично новчић много пута, и претворити низ глава и писма у бинарну заступљеност одређеног броја U између 0 и 1: на пример, HTHHTH ... постаје бинарна заступљеност од u = 0,101101. .. На овај начин, можемо генерисати случајни број U, равномерно распоређен између 0 и 1. Затим дефинише Z = - У (U), где се "U"  залаже за природни логаритам, односно, логаритам са базом е. Имајте на уму да само треба да баците новчић довољно пута да проверите да ли је Z  мање или веће од броја а у првој коверти -не морамо ићи на заувек. Само треба да баците новчић коначан (иако случајни) број пута: у неком тренутку можемо бити сигурни да резултати даљих бацања новчића неће променити исход.
Посебан закон вероватноће (тзв. стандардна експоненцијална дистрибуција) који се користи за генерисање случајних бројева Z за овај проблем није од пресудног значаја. Било која дистрибуција вероватноће преко позитивних реалних бројева које додељујемо позитивном вероватноћом на било ком интервалу од позитивне дужине ради свој посао.
Овај проблем се може посматрати са становишта теорије игара, где снимамо игру две особе са резултатима победи или изгуби, у зависности од тога да ли играч завршава са већим или мањим износом новца. Организатор бира заједничку дистрибуцију количине новца у обе коверте, а играч бира дистрибуцију Z. игра нема "решење"  у смислу теорије игара. Ово је бесконачна игра и Њуманова Минимакс теорема не важи.

## Историја парадокса
Парадокс коверте датира бар од 1953. године, када је белгијски математичар Морис Краичик предложио енигму у својој књизи Рекреациона математика која се тиче два подједнако богата човека који се срећу и упоређују своје лепе кравате, представљене од њихових супруга, питајући се која кравата више кошта. Он  такође уводи варијанту у којој двојица упоређуу садржај својих торби. Он претпоставља да је у свакој ташни једнако вероватно да садржи од 1 до неког великог броја х пенија, од укупног броја пенија кованог до данас. Људи не гледају у своје ташне али сваки има разлог због ког треба да промени торбу. Он не објашњава шта је грешка у образложењу. Није јасно да ли се загонетка већ појавила у ранијем издању књиге 1942. године. Такође се помиње 1953. у књизи о основној математици и математичкој енигми од стране математичара Џона Еденсор Литлвуда, који је на рачун физичара Ервина Шредингера, где се гледа шпил карата, свака карта има два броја исписан на себи, играч добија да види случајну страну случајне карте, а питање је да ли треба предати карту. Литлвудов шпил карата је бескрајно велики и његов парадокс је парадокс неправилних претходних дистрибуција.
Мартин Гарднер популаризовао је Крајчикову еигму у својој књизи из 1982. године Аха! Разумем, у форми игре новчаника:
Двоје људи, једнако богати, састају се како би упоредили садржај својих новчаника. Сваки је незналица садржаја новчаника. Игра је следећа: ко има најмање новца прима садржај новчаника другог (у случају када су износи једнаки, ништа се не дешава). Један од њих двојице може резоновати:.. "Имам износ А у мом новчанику. То је максимум који могу да изгубим Ако ја победим (вероватноћа 0.5), износ који ћу имати у свом поседу на крају утакмице ће бити више него 2А. Због тога је игра повољна за мене." Други човек може да размишља на исти начин. У ствари, симетрично, игра је фер. Где је грешка у образложењу сваког човека?
Гарднер је признао да, као Краичик, могао је дати звучну анализу која води до правог одговора (нема смисла у пребацивању), није могао јасно ставити прст на шта није у реду са образложењем за пребацивање и Краичик није дао помоћ у том правцу.. Томас Брас напротив није видео никакво оправдање да се говори о парадоксу (иако није разматрао интересе других аспеката проблема), тврдећи да је кључни аргумент очекивано приказује парадокс погрешно. У А (2А) (А/ 2) - верзија очекиваног аргумента би била потребна мерљивости три случајне променљиве исте вероватноће простора, што овде није компатибилно за два исхода. У верзији новчаника, грешка је претпоставити да је, независно од њене вредности, подједнако  вероватно мања количина А и Б, само зато што се претпоставља да су оба играча била једнако богата.
У 1988. и 1989., Бери Налба представио је два различита проблема две коверте, од којих свака коверта садржи два пута оно што је у другој, и свака се своди на очекивање 5А/4. Први рад само представља два проблема, други рад разматра многа решења за оба. Друга његова два проблема су данас најчешћи, а представљени су у овом чланку. Према овој верзији, две коверте су прво испуњене, онда је изабрана насумце и позвана је коверта А. Мартин Гарднер независно помиње ову верзију у својој књизи Penrose Tiles to Trapdoor Ciphers and the Return of Dr Matrix 1989. Бери Налбафова асиметрична варијанта, често познат као Али Баба проблем, има једну коверту испуњену прво, зове је коверта А и дата је Алију. Затим је фер бачена кованица да одлучи да ли коверте В треба да садрже половину или два пута тај износ, па је тек онда дата Баби.